# Blackboard
Blackboard es una compañía estadounidense de tecnología educativa con sede en Washington D. C.. Es conocida por su sistema de gestión de aprendizaje llamado Blackboard Learn.
El presidente ejecutivo de la compañía es William L. Ballhaus, fue nombrado el 4 de enero de 2016, remplazando a Jay Bharr quien había liderado Blackboard desde octubre de 2012, justo después de que Michael Chasen dejara el cargo.
La compañía proporciona software de educación, para móviles, de comunicación y de comercio, así como también servicios a clientes como instituciones de educación, empresas y entidades gubernamentales. El software consiste en siete plataformas llamadas Learn, Transact, Engage, Connect, Mobile, Collaborate y Analytics que son ofrecidos como bundled software. 
La compañía fue fundada en 1997 y salió a la bolsa en 2004. Operó allí hasta que fue comprada por Providence Equity Partners en 2011. 
Desde enero de 2014 su software y servicios son usados por aproximadamente 17.000 escuelas y organizaciones en 100 países. 75% de las universidades en Estados Unidos y más de la mitad de las escuelas en ese país usan sus productos y servicios.

La compañía fue fundada por Michael Chasen, Matthew Pittinsky, Stephen Gilfus and Daniel Cane en 1997. Blackboard se formó como firma consultora con un contrato con la organización sin fines de lucro MS Global Learning Consortium. En 1998, Blackboard LLC se fusionó con CourseInfo LLC, una pequeña compañía proveedora de programas de administración de cursos originaria de la Universidad de Cornell. La nueva compañía se conoció como Blackboard Inc. La primera línea de productos de aprendizaje electrónico fue llamada Blackboard Courseinfo, pero luego el nombre Courseinfo se dejó de utilizar en el 2000. 
Blackboard se convirtió en una compañía con acciones al público en junio de 2004. En octubre de 2005, Blackboard anunció con WebCT, una compañía rival de programas de aprendizaje en línea. La fusión se completó el 28 de febrero de 2006, la empresa resultante retuvo el nombre de Blackboard, dirigida por el President y CEO de BlackBoard, Michael Chasen. Operó en la bolsa hasta que fue comprada por Providence Equity Partners en 2011. 
Hasta 2005, Blackboard desarrolló y licenció aplicaciones de programas empresariales y servicios relacionados con más de 2200 instituciones educativas en más de 60 países. Estas instituciones usan el programa de BlackBoard para administrar aprendizaje en línea —e-learning—, procesamiento de transacciones, comercio electrónico, y manejo de comunidades en línea (online).
La plataforma que ofrece Blackboard es usada a nivel mundial por diversas instituciones relacionadas con la educación. En Colombia es usada por la Universidad Nacional de Colombia, la Universidad EAN, la Universidad Cooperativa de Colombia, la Universidad del Norte (Colombia). En Perú por la Universidad César Vallejo, Universidad del Pacífico, Instituto Cibertec, Instituto San Ignacio de Loyola, la Universidad Peruana de Ciencias Aplicadas,  la Universidad de Lima, SENATI, la Universidad Privada del Norte, la Universidad Privada Norbert Wiener. En Chile la Universidad Mayor. En Puerto Rico la Universidad de Puerto Rico. En España la base de clientes de Blackboard es de 35 universidades (sobre las 80 que existen actualmente) entre las que se cuentan tanto universidades públicas como privadas, teniendo además fuerte presencia en las más destacadas Escuelas de Negocio.
En México tiene presencia desde hace más de 10 años en diversas universidades e instituciones públicas y privadas como la Universidad Nacional Autónoma de México (UNAM), la Universidad Iberoamericana Ciudad de México, la Universidad Anáhuac, la Escuela Bancaria y Comercial (EBC), la Universidad Popular Autónoma del Estado de Puebla (UPAEP),la Universidad de Celaya, la Benemérita Universidad Autónoma de Puebla (BUAP), la Universidad Autónoma de Nuevo León, la Universidad Autónoma de Baja California, la Universidad Autónoma de Tamaulipas (UAT), la Universidad Autónoma del Estado de Hidalgo (UAEH), Universidad del Valle de México (UVM), el CETYS Universidad, el Instituto Tecnológico y de Estudios Superiores de Monterrey, la Universidad Tec Milenio, la Universidad Tecnológica de México UNITEC), la Universidad Naval Heroica Escuela Naval Militar, la Universidad Regiomontana y en el año 2015 comenzó a ser utilizado en la Universidad Abierta y a Distancia de México (UnADM).d
A partir de 2012 en Guatemala se utiliza la aplicación en cinco universidades: Universidad Mariano Gálvez de Guatemala Universidad del Istmo, Universidad Panamericana de Guatemala, Universidad del Valle de Guatemala y Universidad DaVinci de  Guatemala.
A 2014 de 7 Blackboard atiende cerca de 17,000 escuelas y organizaciones. La compañía mantiene la mayor participación en el mercado de la educación con 75% de las universidades y colegios y más de la mitad de las escuelas preparatorias distritales en los Estados Unidos.

## Productos
La línea de productos Blackboard incluye:
- Blackboard Academic Suite consiste de:
  - Blackboard Learn, un entorno de manejo de cursos.
  - Blackboard Community System, para comunidades en línea y sistemas de cadenas
  - Blackboard + Learning, diseñada para permitir que las innovaciones educativas lleguen a cualquier lugar mediante la conexión de las personas y la tecnología
  - Blackboard Content System, un sistema para el manejo de contenido

- Blackboard Commerce Suite, consiste de:
  - Blackboard Transaction System, un sistema de procesamiento de transacciones (tarjeta débito) para identificaciones de universidades
  - Blackboard Community System, Un sistema para transacciones de comercio electrónico
  - Bb One, una red comercial para procesar transacciones de tarjetas débito patrocinadas por BlackBoard

- Blackboard Collaborate: Sistema de webconferencia para impartir clases a tiempo real.
- Moodlerooms.
- Blackboard también tiene una arquitectura abierta, llamada Building Blocks, que puede se usar para extender la funcionalidad de los productos Blackboard o integrarlos con otros sistemas de programas.

## Servicios
Los servicios de Blackboard incluye: gestión de hosting, consultoría de plataforma, gestión de programas, cursos y servicios estudiantiles en línea. La organización de hosting de la firma ofrece hosting de web para dar soporte a la infraestructura de telecomunicaciones  y de aprendizaje en línea. La compañía también ofrece servicios a través de su consultoría, con diversas posibilidades de asesoría y formación. Incluye servicios móviles personalizados para clientes y asesoría y formación para su implementación y uso.
Blackboard Student Services da soporte a los servicios de gestión para procesar la admisión, matrícula y becas a estudiantes. También provee un servicio técnico de apoyo a estudiantes para problemas con LMS.